# Torre de Tatlin
La Torre de Tatlin o Monument a la Tercera Internacional va ser un projecte arquitectònic dissenyat per l'artista i arquitecte rus Vladímir Tatlin, mai no es va arribar a construir. Havia d'aixecar-se a Petrograd (ara Sant Petersburg) després de la revolució bolxevic de 1917 com a monument i seu del Comintern (La Tercera Internacional).

## Projecte
La torre constructivista havia de fabricar-se en ferro, vidre i acer. La seva forma, la funció i els materials constituirien el símbol de la modernitat. Hauria superat la Torre Eiffel a París. La forma de la torre era la d'una doble hèlix inclinada que girava fins a 400 metres d'altura i des de la qual els visitants eren transportats amb l'ajuda de diferents mecanismes. L'estructura principal contenia quatre grans estructures penjades. Aquestes estructures havien de girar a diferents velocitats. A la base de l'estructura hi havia un cub que es va dissenyar per encabir sales de conferències, de classes universitàries i de reunions legislatives, cada any completaria un gir sencer.
Al damunt del cub hi hauria una petita piràmide, seu de la direcció, que completaria un gir un cop cada mes. Més allunyat hi hauria un cilindre que seria el centre d'informació, on es publicarien butlletins informatius i manifestos que es divulgarien telegràficament, per ràdio o per altaveus, el cilindre faria un gir complet cada dia.
Al capdamunt hi hauria un hemisferi per a les antenes de la ràdio. També hi havia plans per instal·lar-hi una pantalla gegant al cilindre i, més lluny, un projector que projectaria notícies als núvols els dies ennuvolats.

## Avaluacions
El monument se'l considera com un exemple de l'arquitectura constructivista, i, a més, un projecte inviable. A més de l'enorme quantitat d'acer que calia i del que la Rússia revolucionària no disposava, o que havia d'usar per construir cases, hi ha seriosos dubtes sobre la viabilitat de la seva estructura.

## Maquetes
Hi ha una maqueta de la Torre de Tatlin al Museu d'Art Modern a Estocolm, Suècia.